# Роналд (Вашингтон)
Роналд (англ. Ronald) — переписна місцевість (CDP) в США, в окрузі Кіттітас штату Вашингтон. Населення — 439 осіб (2020).

## Географія
Роналд розташований за координатами 47°14′2″ пн. ш. 121°2′1″ зх. д. / 47.23389° пн. ш. 121.03361° зх. д. (47.233754, -121.033478).  За даними Бюро перепису населення США в 2010 році переписна місцевість мала площу 2,40 км², уся площа — суходіл.

## Демографія
Згідно з переписом 2010 року, у переписній місцевості мешкало 308 осіб у 136 домогосподарствах у складі 80 родин. Густота населення становила 128 осіб/км².  Було 262 помешкання (109/км²).
Расовий склад населення:
| - 93,5 % — білих - 1,6 % — корінних американців - 0,6 % — азіатів - 1,6 % — осіб інших рас |

До двох чи більше рас належало 2,6 %. Частка іспаномовних становила 3,6 % від усіх жителів.
За віковим діапазоном населення розподілялося таким чином: 18,5 % — особи молодші 18 років, 65,6 % — особи у віці 18—64 років, 15,9 % — особи у віці 65 років та старші. Медіана віку мешканця становила 46,6 року. На 100 осіб жіночої статі у переписній місцевості припадало 123,2 чоловіків;  на 100 жінок у віці від 18 років та старших — 118,3 чоловіків також старших 18 років.
Цивільне працевлаштоване населення становило 103 особи. Основні галузі зайнятості: фінанси, страхування та нерухомість — 41,7 %, роздрібна торгівля — 28,2 %, будівництво — 15,5 %, транспорт — 14,6 %.